# Ясёновка
 Ясёновка (бел. Ясёнаўка) — деревня в Тихиничском сельсовете Рогачёвского района Гомельской области Беларуси.

## География

### Расположение
В 12 км на запад от районного центра и железнодорожной станции Рогачёв (на линии Могилёв — Жлобин), 133 км от Гомеля.

## Транспортная сеть
Транспортные связи по просёлочной, затем автомобильной дороге Бобруйск — Гомель. Деревянные крестьянские усадьбы около просёлочной дороги.

## История
По письменным источникам известна с XIX века как селение в Рогачёвском уезде Могилёвской губернии. Согласно переписи 1897 года действовал постоялый двор. Активная застройка велась в 1920-е годы. В 1931 году жители вступили в колхоз. Во время Великой Отечественной войны в июне 1944 года оккупанты сожгли деревню и убили одного жителя. Согласно переписи 1959 года в составе колхоза «Октябрь» (центр — деревня Стреньки).
До 31 июля 2006 года в составе Запольского сельсовета.

## Население

### Численность
- 2004 год — 2 хозяйства, 4 жителя.

### Динамика
- 1897 год — 1 хозяйство, 6 жителей (согласно переписи).
- 1940 год — 20 дворов, 71 житель.
- 1959 год — 48 жителей (согласно переписи).
- 2004 год — 2 хозяйства, 4 жителя.